# František Zdeněk Skuherský

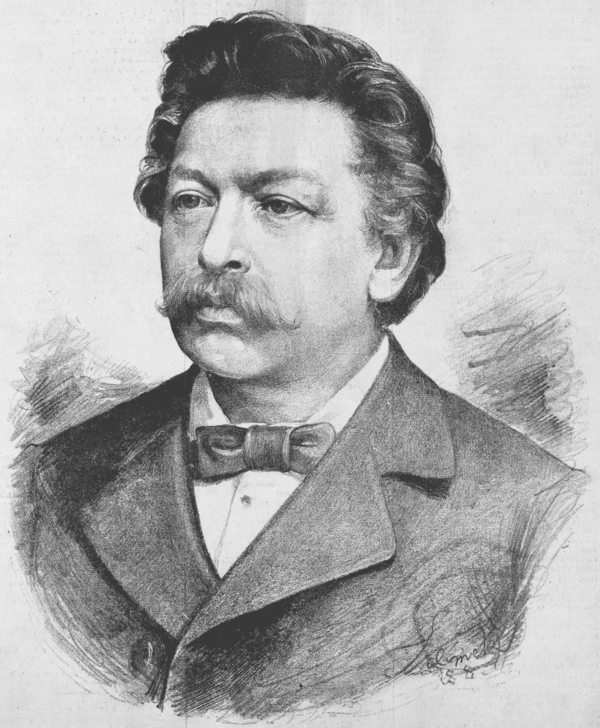
František Zdeněk Skuherský

František Zdeněk Skuherský (getauft als František Xaver Alois, * 31. Juli 1830 in Opočno; † 19. August 1892 in České Budějovice) war ein tschechischer Komponist und Musikpädagoge.

## Leben
Skuherský war Sohn eines Arztes, der in den Diensten der Fürsten Colloredo-Mansfeld in Opočno stand und dort 1833 ein allgemeines Krankenhaus gründete. Er studierte Philosophie und vier Semester Medizin an der Karls-Universität in Prag. Daneben studierte er seit 1847 an der Prager Orgelschule bei Karl Franz Pitsch und Johann Friedrich Kittl und veröffentlichte erste Kompositionen unter dem Pseudonym Opočenský.
Ab 1851 war er Hauslehrer beim Grafen Hardegg in Seefeld. Von 1854 bis 1866 war er Kapellmeister in Innsbruck und leitete den Musikverein Liedertafel. Er führte hier große Werke wie Beethovens Eroica, Schuberts Große Sinfonie in C-Dur, Haydns Die Jahreszeiten und Mendelssohns Oratorium Paulus auf.
Nach dem frühen Tod seiner Frau 1868 kehrte Skuherský nach Prag zurück. Er wirkte hier als Organist und Direktor der Orgelschule. Hier zählten Musiker wie Josef Bohuslav Foerster, Leoš Janáček, Ferdinand Vach, Karel Hoffmeister, Bohuslav Jeremiáš, Jindřich Kàan z Albestů, Josef Klička, Karel Stecker, Josef Cyrill Sychra und Jan Evangelista Zelinka zu seinen Schülern. 1873 gründete er einen Fonds zur Unterstützung mittelloser Studenten der Orgelschule. Von 1879 bis 1887 unterrichtete er Musiktheorie an der Karls-Universität. Nach der Vereinigung der Orgelschule mit dem Prager Konservatorium 1890 ging Skuherský in den Ruhestand.
Skuherský komponierte neben Klavier- und Orgelwerken auch eine Sinfonie, eine sinfonische Dichtung, Messen, Motetten sowie Opern. Zudem verfasste er die Schrift O formách hudebních, die auch in deutscher Sprache unter dem Titel Die musikalischen Formen (1879) erschien.

## Werke
- Tri písne z Rukopisu královédvorského, Lieder, 1852
- Samo, Oper, 1852–54
- Der Liebesring, Oper, Libretto von Hermann von Schmid, 1861
- Der Apostat Oper, Libretto von Josef Václav Frič, tschechische Version: Vladimír bohu zvolenec (Vladimír, der Auserwählte der Götter), 1863
- Smrt krále Václava IV. (Der Tod von König Wenzel IV.), Oper, Libretto Josef Wenzig, 1868 (unvollendet)
- Jaroslav ze Šternberka, Libretto von Eliška Krásnohorská nach der Königinhofer Handschrift, Oper 1868, (unvollendet)
- Der Rekrut, Oper, Libretto von Emanuel Züngel nach Vor hundert Jahren von Ernst Raupach, vor 1866, tschechische Version: Rektor a generál (Rektor und General), 1873
- Symfonie, 1877
- Tri fugy pro orchestr (Drei Fugen für Orchester), 1883–4
- Pensée du soir für Militärkapelle
- Drei Lieder von Anton Schullern für eine Singstimme mit Klavierbegleitung, OP. 10: (1) O wär'ich wie das Vöglein, (2) Zum Abschied, (3) Fort in die Berge; gewidmet Caroline Bettelheim, K. K. Hofopernsängerin.
- Tri písne, Drei Lieder nach Heinrich Heine op. 6 nach  Heinrich Heine
- Písne (Hrsg. von Marco Berra, Prag)
- Slavnostní kantáta za prícinou snatku korunního prince Rudolfa (Festliche Kantate zur Hochzeit des Kronprinzen Rudolf) für Chor und Harmonium
- Frau Kitt, Lied nach Karl Egon Ebert
- Die Liebe als Nachtigall, Lied nach Emanuel Geibel
- Priplulo jaro, Lied nach Eliška Krásnohorská
- Ctvero mužských sboru, Lied nach František Ladislav Čelakovský
- Missa in honorem sancti Venceslai
- Missa quarta